# Cotiporã
Cotiporã egy község (município) Brazíliában, Rio Grande do Sul államban. 2022-ben becsült népessége 3846 fő volt.

## Története
Története összefonódik Veranópolis (korábbi nevén Alfredo Chaves) község történetével, amelynek közel egy évszázadig része volt. Veranópolis 1884-ben kezdett benépesülni olasz telepesekkel, és 1898-ban vált önálló községgé.
A mai Cotiporã területére 1885-ben érkeztek az olaszok, a Linhas Frei Caneca és Linhas Independência helyeken telepedtek le, és 1892-ben templomot építettek. A vidéket 1899-ben nyilvánították Alfredo Chaves (Veranópolis) kerületévé, Monte Vêneto néven, amely a telepesek származási helyére, Veneto régióra utalt. Monte Vênetóban alapították Brazília első tejipari szövetkezetét, a Cooperativa Trabalho e Progressot, valamint az A Sul Americana húsüzemet, amelyet a „brazil húsfeldolgozó üzemek atyjának” tartanak. Jelentős volt az aranyművesség és ablakkeret-gyártás is.
A második világháború alatt felerősödtek az olasz, német kisebbségek beolvasztására irányuló törekvések. Ez magában foglalta a földrajzi nevek megváltoztatását is, így Monte Vênetót átnevezték Cotiporãra, amely tupi–guarani nyelven „szép helyet” jelent. 1982-ben függetlenedett Veranópolistól és 1983-ban önálló községgé alakult.

## Leírása
Székhelye Cotiporã, második kerülete Lageado Bonito. A Gaúcho-hegység területén fekszik, távolsága Porto Alegretől 155 kilométer, tengerszint feletti magassága 650 méter, éghajlata szubtrópusi. Gazdaságának legnagyobb részét az ipar teszi ki. A község látványosságai közé tartoznak a Rio das Antas és mellékvizeinek vízesései, a dombos vidék kilátói, a régi olasz épületek.